# Lower Dunsforth
Lower Dunsforth – wieś w Anglii, w North Yorkshire, w dystrykcie (unitary authority) North Yorkshire, w civil parish Dunsforths. W 1951 civil parish liczyła 113 mieszkańców. Lower Dunsforth jest wspomniana w Domesday Book (1086) jako Doneforde/Dunesford/Dunesforde.